# 沃里尼亚公国

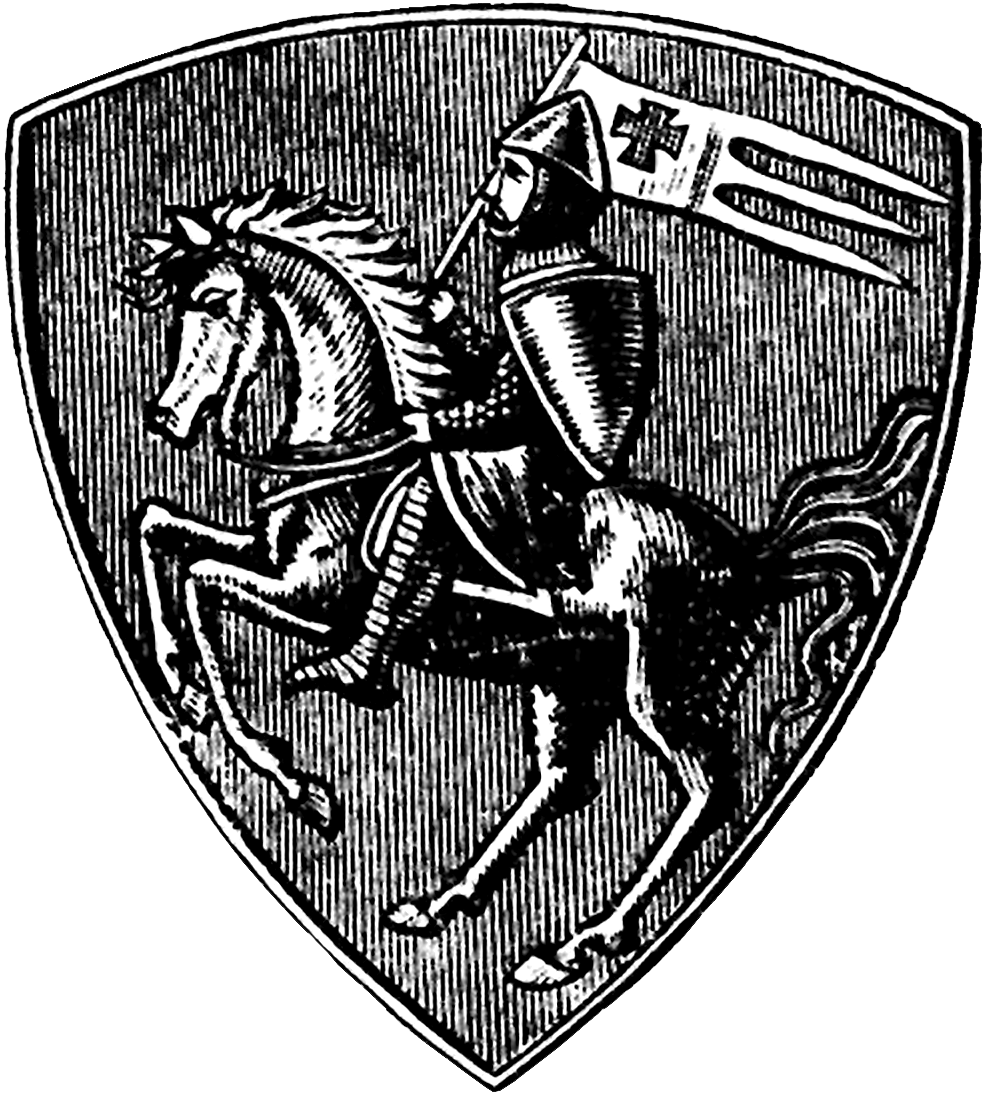
沃里尼亞公國徽章复制品（当代作）

沃里尼亞公國（烏克蘭語：Волинське князівство）是基辅罗斯西部的一个公国，成立於987年，國土範圍包括沃里尼亞以及現今的乌克兰、白俄罗斯和波兰的边界地區。該公國於1452年併入立陶宛大公國。